# Ektosymbióza
Ektosymbióza (exosymbióza) je druh symbiózy, při níž symbiont zůstává na vnější straně buněčné stěny. Jinými slovy, žije na povrchu těla hostitele, nebo v trávicí trubici a ve vývodech žláz. Příkladem mohou být bakterie žijící na povrchu rostlin, v podpaží člověka, nebo v tělních dutinách živočichů. Na pokožce člověka žije 200 druhů bakterií.
Ektosymbionti mohou způsobovat nemoci - takové symbionty označujeme jako ektoparazity. Příkladem je klíště obecné či komár. Někteří ektosymbionti jsou však pro svého hostitele přínosem. Je známo, že určité bakterie ve střevech vyrábí vitamín K.
Opačným termínem je endosymbióza.